# Treat (gruppo musicale)
I Treat sono un gruppo musicale heavy metal formato a Stoccolma, Svezia, nel 1982.
Nati sulle scie stilistiche degli Europe, la band di Stoccolma risultò come una delle formazioni più di successo del filone del hair metal svedese.

## Storia
Formati nel 1982, i Treat era inizialmente composti da Robert Ernlund ed il chitarrista Anders Wikström assieme al chitarrista Lief Liliegen, il bassista Ken Siewertson e Mats William "Dalton" Dahlberg alla batteria. Trovato un accordo con la Mercury Records, la band pubblicò diversi singolo prima di pubblicare nel 1984 il debutto dal titolo di Scratch And Bite che uscì nel gennaio di quell'anno. Per la promozione del nuovo lavoro, il quintetto partecipò a diverse date live, tra cui una di supporto ai W.A.S.P.. Verso la fine del 1985 Mats "Dalton" Dahlberg venne sostituito dal batterista Leif Sundin che parteciperò alle registrazione del secondo album, The Pleasure Principle, pubblicato nel febbraio 1986. Dahlberg successivamente fonderà i Dalton. Sundin rimase un anno nella formazione dei Treat poiché venne sostituito da Jamie Borger (proveniente dalla prima incarnazione degli Swedish Erotica) che partecipò al disco Dreamhunter (1987). Quello stesso anno i Treat fanno un'apparizione al Monsters Of Rock festival assieme a David Lee Roth e Kiss. Nel 1989 il gruppo pubblica il quarto album Organized Crime. Ma la formazione che registrò le sessioni fu nuovamente rivoluzionata. Ernlund, Wikström e Borger vennero raggiunti dal bassista Joe Larsson e dal tastierista Patrik "Green" Appelgren. Ma a seguito della pubblicazione del disco, il frontman Ernlund abbandona il progetto e viene sostituito dall'ex singer dei Swedish Erotica Mats Levén. Con il nuovo cantante i Treat pubblicano l'omonimo Treat nel 1992, che venne prodotto da Joey Balin dei Warlock, che nonostante presentasse un'ottima produzione, non venne apprezzato soprattutto a causa delle nuove tendenze musicali capeggiate dal grunge. Il gruppo così si sciolse l'anno successivo.
Levén raggiunse poco dopo gli AB/CD, una band parodia degli AC/DC. Jamie Borger fondò i Talisman nel 1993 con l'ex-bassista di Yngwie Malmsteen Marcel Jacob e l'ex cantante dei Yngwie Malmsteen Jeff Scott Soto. Levén, dopo aver chiesto di entrare nella nuova band dell'ex chitarrista dei Poison C.C. DeVille, raggiunse gli Abstrakt Algebra e dal 1997 entrò nella formazione di Yngwie Malmsteen. Wikström formò la band Mental Hippie Blood mentre Appelgren raggiunse gli State of Mind. Nel 2000 la Death metal band In Flames registrò una reinterpretazione del brano dei Treat "World Of Promises" come traccia bonus della versione limitata del loro album Clayman. Jamie Borger entrò nei Last Autumn Dream nel 2004, apparendo nel loro album dal titolo di II. Nel primo 2006 Mats Levén fondò una band dal nome di Fatal Force. Il gruppo pubblicò un disco omonimo.
Nel 2006 i Treat si riformano composti dal vecchio cantante Robert Ernlund, Anders Wikström alla chitarra, Patrick Appelgren alle tastiere, il bassista Nalle Påhlsson e Jamie Borger dietro i tamburi. Lo stesso anno viene pubblicata la raccolta Weapons Of Choice 1984-2006.
Nel 2010 viene annunciata la pubblicazione del nuovo album dei Treat, Coup De Grace, che sarà distribuito in Europa dalla Frontiers Records a partire dal 19 marzo e negli Usa dal 6 aprile.

## Formazione

### Formazione attuale
- Robert Ernlund - voce (1984-1991, 2006-present)
- Anders "Gary" Wikström - chitarra (1984-1993, 2006-present)
- Patrick Appelgren - tastiere (1989-1993, 2006-present)
- Nalle Påhlsson - basso (2006-present)
- Jamie Borger - batteria (1987-1993, 2006-present)

### Ex componenti
- Leif "Lillen" Liljegren - chitarra (1984-1988)
- Mats William "Dalton" Dahlberg - batteria (1984-1985)
- Leif Sundin - batteria (1985-1987)
- Ken "Siwan" Siewertson - basso (1984-1989)
- Mats Levén - voce (1991-1993)
- Joakim "Joe" Larsson - basso (1989-1993)
- Thomas Lind - basso (1984)

## Discografia

### Album in studio
- 1985 Scratch and Bite
- 1986 The Pleasure Principle
- 1987 Dreamhunter
- 1989 Organized Crime
- 1992 Treat
- 2010 Coup De Grace
- 2016 Ghost Of Graceland
- 2018 Tunguska
- 2022 The Endgame

### Raccolte
- 1989 Treat
- 2001 Muscle in Motion (non ufficiale)
- 2006 Weapons Of Choice 1984-2006

### Singoli
- 1984 Too wild/On the outside
- 1984 You got me/Danger games
- 1985 We are one/Hidin´
- 1985 Get you on the run/Hidin´ (solo Giappone)
- 1985 Ride me high/Steal your heart away
- 1986 Rev it up/Fallen angel
- 1986 Waiting game/Strike without a warning
- 1987 Best of me/Tush
- 1987 You´re the one I want/Save yourself
- 1988 World of promises/One way to glory
- 1989 Ready for the takin´/Stay away
- 1989 Party all over/Hunger
- 1992 Learn to fly/We´re all right now